# ثور أندريه اولسن
ثور أندريه اولسن (بالنرويجية البوكمول: Thor André Olsen)‏ هو لاعب كرة قدم ومدرب كرة قدم نرويجي في مركز حراسة المرمى، ولد في 28 أبريل 1964 في مو إي رانا في النرويج. شارك مع منتخب النرويج تحت 21 سنة لكرة القدم. أما مع النوادي، فقد لعب مع نادي بران ونادي ليلستروم ونادي مولده ونادي نورشوبينغ ونادي يورغوردينس.

## وصلات خارجية
- ثور أندريه اولسن على موقع اتحاد النرويج (النرويجية)
- ثور أندريه اولسن على موقع قاعدة بيانات كرة القدم.إي يو (الإنجليزية)
- ثور أندريه اولسن على موقع عالم كرة القدم.نت (الإنجليزية)